# Альбанакт
Альбанакт − в працях Джеффрі Монмутського король-засновник королівства Альба (тобто Шотландія), епонім Шотландії.

## У працях Джеффрі
Альбанакт, як стверджує Джеффрі, був наймолодшим з трьох синів Брута та Інногени. Згідно з легендою, після смерті батька старший син Локрин отримав Лоегрію, Камбер — Камбрію, а Альбанакт — Албанію. Ці імена є лише народною етимологією. Альбанакт, наприклад, вигаданий для пояснення шотландського слова Albannach або «Alvannach» (шотландці). Так само Локрин вигаданий на пояснення середньовічного валлійського слова Loegria (Англія, за винятком Корнуоллу) (сучасна валлійська Lloegr), а Камбер — латинського слова Cambria або валлійського Cymru (Уельс).
Джеффрі твердить, що Альбанакт був убитий невдовзі після початку свого правління Гумбером, королем гунів. Гумбер вдерся до Альби з Німеччини та зустрівся з армією Альбанакта в битві, де Гумбер убив Альбанакта. Це змусило жителів Альби тікати на південь до брата Альбанакта, Локрина.

Герб, приписаний Альбанактові (з трактату XVII ст. «Книга Баглана»)

Все це нібито було до поселення піктів та шотландців на острові. Пізніші королі Англії, зокрема Едуард I, використовували легенду про Брута та Альбанакта як привід заявити про свою перевагу над Шотландією та завоювати її, стверджуючи, що оскільки Локрин був старшим братом, то він, а отже, і Англія мали вищий статус. Той самий аргумент, звичайно, поширювався і на Уельс, оскільки Камбер також був молодшим за Локрина.

## Контекст
У шотландських міфах про походження Альбанакт був відсутній. Шотландці натомість наголошували на походженні від Гойделя Гласа та його дружини Скоти.
У лицарському романі XIII ст. «Паламед» Альбанакт має синів: Ембрунт, Домбарт, Арбрун. Від Арбруна походить поважний лицарський рід Брунів (Brun, Брунатних).
У валлійському трактаті XVII ст. «Книга Баглана» описано вигаданий герб Альбанакта: зелений лев межи двох рядів зелених лілій, на золотому тлі.